# Philip Stenmalm
Philip Stenmalm (ur. 3 marca 1992 w Växjö) – szwedzki piłkarz ręczny, lewy rozgrywający, od 2019 zawodnik Wisły Płock.
Reprezentant Szwecji, uczestnik igrzysk olimpijskich w Rio de Janeiro (2016), mistrzostw świata i mistrzostw Europy.

## Kariera sportowa
Do 2011 występował w Växjö HF. W latach 2011–2014 był zawodnikiem HK Drott, z którym w sezonie 2012/2013 zdobył mistrzostwo Szwecji. W sezonie 2013/2014 rozegrał w szwedzkiej ekstraklasie 29 meczów i zdobył 136 goli, natomiast w Lidze Mistrzów wystąpił w 12 spotkaniach i rzucił 56 bramek.
W latach 2014–2016 był zawodnikiem Naturhouse La Rioja. W ciągu dwóch sezonów rozegrał w lidze ASOBAL 47 meczów i zdobył 119 goli, zaś w Lidze Mistrzów wystąpił w 22 spotkaniach, w których rzucił 71 bramek. W latach 2016–2018 reprezentował barwy KIF Kolding, rozgrywając w duńskiej ekstraklasie 63 mecze i zdobywając 210 goli. W 2018 przeszedł do francuskiego Pays d'Aix UC. W sezonie 2018/2019 rozegrał w LNH 22 spotkania, w których rzucił 25 bramek.
W lipcu 2019 został zawodnikiem Wisły Płock, z którą podpisał dwuletni kontrakt.
W 2011 zdobył brązowy medal mistrzostw świata U-19 w Argentynie, w których rozegrał osiem meczów i rzucił cztery bramki. W 2012 uczestniczył w mistrzostwach Europy U-20 w Turcji, podczas których wystąpił w siedmiu spotkaniach i zdobył siedem goli. W 2013 zdobył mistrzostwo świata U-21 – w turnieju, który odbył się w Bośni i Hercegowinie, wystąpił w dziewięciu meczach i rzucił 23 bramki; ponadto został wybrany najlepszym graczem zawodów.
W reprezentacji Szwecji zadebiutował w 2013. W 2016 uczestniczył w mistrzostwach Europy w Polsce (siedem meczów i siedem goli) oraz igrzyskach olimpijskich w Rio de Janeiro (cztery spotkania i 20 bramek). W 2017 wziął udział w mistrzostwach świata we Francji, w których rozegrał siedem meczów i zdobył jednego gola.

## Sukcesy
HK Drott
- Mistrzostwo Szwecji: 2012/2013

Reprezentacja Szwecji
- Mistrzostwo świata U-21: 2013
- 3. miejsce w mistrzostwach świata U-19: 2011

Indywidualne
- Najlepszy zawodnik mistrzostw świata U-21: 2013[11]

## Statystyki
| Klub                            | Sezon     | Liga | Liga | Liga | EHF           | EHF | EHF | EHF | Razem | Razem | Razem |
| Klub                            | Sezon     | M    | B    | Śr.  | EHF           | M   | B   | Śr. | M     | B     | Śr.   |
| ------------------------------- | --------- | ---- | ---- | ---- | ------------- | --- | --- | --- | ----- | ----- | ----- |
| HK Drott                        | 2013/2014 | 29   | 136  | 4,7  | Liga Mistrzów | 12  | 56  | 4,7 | 41    | 192   | 4,7   |
|                                 |           |      |      |      |               |     |     |     |       |       |       |
| Naturhouse La Rioja             | 2014/2015 | 30   | 76   | 2,5  | Liga Mistrzów | 12  | 32  | 2,7 | 42    | 108   | 2,6   |
| Naturhouse La Rioja             | 2015/2016 | 17   | 43   | 2,5  | Liga Mistrzów | 10  | 39  | 3,9 | 27    | 82    | 3     |
| Razem                           | Razem     | 47   | 119  | 2,5  | Liga Mistrzów | 22  | 71  | 3,2 | 69    | 190   | 2,8   |
| KIF Kolding                     | 2016/2017 | 31   | 59   | 1,9  | Puchar EHF    | 10  | 26  | 2,6 | 41    | 85    | 2,1   |
| KIF Kolding                     | 2017/2018 | 32   | 151  | 4,7  | –             | –   | –   | –   | 32    | 151   | 4,7   |
| Razem                           | Razem     | 63   | 210  | 3,3  | Puchar EHF    | 10  | 26  | 2,6 | 73    | 236   | 3,2   |
| Pays d'Aix UC                   | 2018/2019 | 22   | 25   | 1,1  | Puchar EHF    | 4   | 4   | 1   | 26    | 29    | 1,1   |
| Stan na koniec sezonu 2018/2019 |           |      |      |      |               |     |     |     |       |       |       |